# Adolf Martens
Adolf Karl Gottfried Martens (6. března 1850, Bakendorf – 24. července 1914, Groß-Lichterfelde) byl německý metalurg, člen Pruské akademie věd.

## Život
Martens studoval strojírenství, ale již od počátku se intenzivně věnoval vývoji defektoskopie. V roce 1879 se Martens stal asistentem a později profesorem na Technische Hochschule v Charlottenburgu. Zde dlouhá léta působil jako ředitel mechanicko technického ústavu. Od roku 1884 byl ředitelem ústavu pro výzkum a mechanické zkoušky materiálů, který se v roce 1904 přesunul z Charlottenburgu do Dahlemu. Od roku 1880, s tím jak se začala rozšiřovat výroba legovaných ocelí, rostl také zájem o studium vlastností slitin železa. Martens byl jedním z „otců“ zkoumání a testování materiálů v Německu, jakož i spoluzakladatelem královské učené společnosti věnující se tomuto tématu, jejímž nástupcem je dnes Bundesanstalt für Materialforschung und -prüfung.
Martens byl průkopníkem při používání mikroskopu jako nástroje ke zkoumání kovů, věnoval se zejména mikroskopickému pozorování železa. Zkoumal také kalení oceli.
V roce 1895 objevil transformaci, která spočívá v postupném ochlazování oceli, a to buď samovolném, nebo za spolupůsobení mechanického napětí, z teploty, kdy se ocel nachází v rovnovážném stavu, ve fázi tzv. austenitu, na teplotu pokojovou, tj. takovou, kdy je možné k oceli bezpečně přiblížit ruku. Martens objevil, že při tomto ochlazování dojde k takové změně struktury materiálu, která zapříčiní jednak změnu krystalové mřížky z kubické na jinou, v závislosti na způsobu ochlazování, takže výsledná mřížka může být ortorombická, tetragonální, monoklinická a podobně, a jednak se poněkud změní napěťové poměry a struktura se tak stává nerovnovážnou - tzv. martenzitickou. Svými výzkumy Martens položil základ moderních způsobů tepelného zpracování oceli tzv. popouštěním.
Na jeho počest nese podchlazený tuhý roztok při kalení oceli mezinárodně jméno martenzit. Způsob vrypového zkoušení materiálů, tzv. zkouška tvrdosti podle Martense, je od roku 2003 součástí ISO 14577.